# Dino Testoni
Dino Testoni (Budrio, 20 gennaio 1911 – ...) è stato un calciatore italiano, di ruolo centrocampista.

## Carriera
Debutta in Serie B nel 1934 con l'Aquila, dove disputa tre campionati cadetti. Nel 1938 gioca con il Molinella in Serie C, e l'anno successivo passa alla Reggiana con cui ottiene una promozione in Serie B al termine del campionato 1939-1940.
Nel 1942 torna in Serie C con il Cuneo ed in seguito disputa il Campionato Alta Italia 1944 con il San Pietro a Casale. Nel dopoguerra torna alla Reggiana dove disputa un altro campionato di Serie B prima di essere ceduto allo Stresa.

## Palmarès

### Club

#### Competizioni nazionali
- Prima Divisione: 1

L'Aquila: 1933-1934
- Serie C: 2

Molinella: 1938-1939
Reggiana: 1939-1940